# Place Louise (Wiesbaden)
La place Louise de Wiesbaden (Luisenplatz en allemand) dans le land de la Hesse en Allemagne est une des principales places de la ville. Datée du XIXe siècle, elle est entourée de bâtiments néo-classiques comme le siège de la Banque d'épargne-Nassau ou l'Église Saint-Boniface.
Dans le centre de la place se dresse l'obélisque de Waterloo, qui rappelle les Nassau, tombés lors des guerres de libération contre Napoléon Ier. Il a été inauguré pour le 50e anniversaire de cet événement.
Le monument aux chevaux d'obstacles daté de 1937 célèbre le 1er Régiment d'artillerie de campagne.